# Louis Paul Zocher
Louis Paul Zocher (Haarlem, 10 augustus 1820 – aldaar, 7 september 1915) was een Nederlands (tuin)architect en de zoon van de architect Jan David Zocher (1791-1870).

## Levensloop
Zocher was de laatste van drie generaties architect–tuinarchitecten. Hij kreeg zijn opleiding als architect & tuinarchitect van zijn vader, met wie hij tot zijn dood in 1870 samenwerkte en wiens werk hij daarna voortzette. Paul Joseph Constantin Gabriël was een van zijn leerlingen.

## Werken

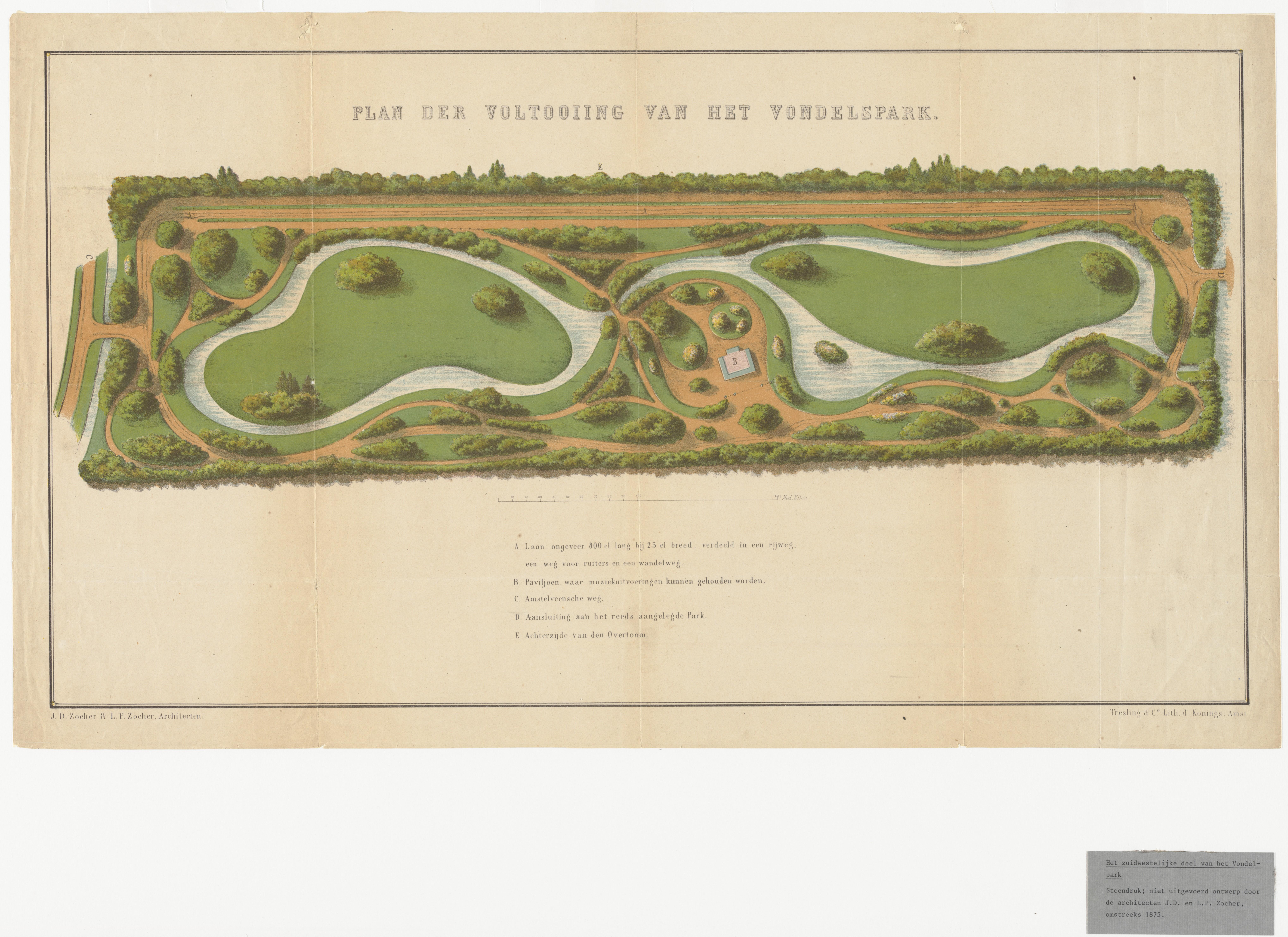
Een lithografie met een ontwerp van zijn hand voor een niet als dusdanig gerealiseerde uitbreiding van het Vondelpark te Amsterdam.

Samen met zijn vader ontwierp hij onder andere in 1852 het Park in Rotterdam en in 1864 het Vondelpark te Amsterdam. Zijn belangrijkste werken in Haarlem zijn de villaparken: het Frederikspark en het Kenaupark samen met zijn vader, het Ripperdapark in 1870, het Florapark in 1873 (met zijn eigen villa 'Flora' in 1885), (weer) het Frederikspark in 1890, het Frans Halsplein in 1880. Ook het tuinontwerp uit 1885 van het Teylers Museum is van hem.
Ook is hij verantwoordelijk voor de landschappelijke inrichting van het Agnetapark in Delft, en van de begraafplaats Westerveld in Driehuis (1880-1890). In Culemborg ontwierp hij in 1850 het stadspark De Plantage.

## Adviesfuncties
L.P. Zocher had ook vele adviesfuncties. Hij volgde zijn vader op als adviseur voor het onderhoud van de Haarlemmerhout, was adviseur van vele buitens in de omgeving van Haarlem en in de rest van Nederland, en was zelfs rijksadviseur van het Haagse Bos.
Vanaf 1872 tot zijn dood in 1915 was Zocher mededirecteur van de Teylerstichting en regent van het Teylers Hofje aan de Koudehorn in Haarlem, gebouwd in 1787 uit de nalatenschap van Pieter Teyler van der Hulst.